# Annotations of an Autopsy
Annotations of an Autopsy ist eine 2006 gegründete britische Metalband in der Stilrichtung Deathcore.

## Geschichte
Gegründet wurde Annotations of an Autopsy 2006 von Sänger Steve Regan und Gitarrist Jamie Sweeny in Lowestoft/Suffolk. Später stießen mit Al Clayton (Gitarre), Ross Davey (Bass) und Dan Hasselgoff (Schlagzeug) drei weitere Musiker dazu. Bereits ein Jahr später wurde die Band von Siege Of Amida Records unter Vertrag genommen und produzierte unter anderem ihre Debüt-EP Welcome to Sludge City.

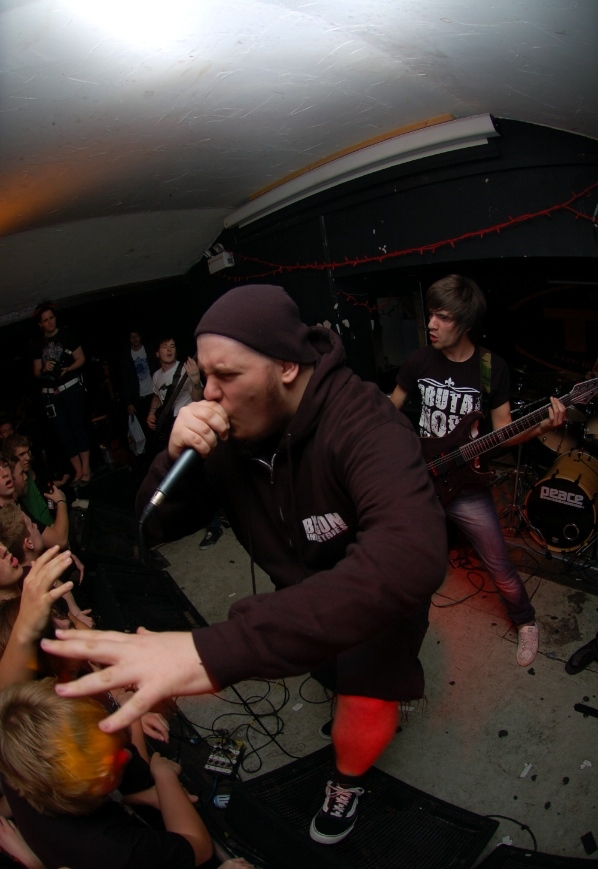
Sänger Steve Regan

2008 wurde das Debütalbum Before the Throne of Infection, das von Ferret Music in den Staaten vertrieben wurde, veröffentlicht. Danach ging Annotations of an Autopsy erstmals auf Tournee. Im August 2008 verließ Dan Hasselgoff die Band und wurde durch Lyn Jeffs (Nexus Inferis) ersetzt. Auch der Bassist Ross Davey stieg aus und musste vorübergehend durch Sean Hynes ersetzt werden, da die Band inzwischen bei Nuclear Blast unter Vertrag stand. Mit den beiden Musikern ging die Band im Herbst 2008 mit Dying Fetus und Cannibal Corpse auf Tour, danach musste die Rhythmussektion neu formiert werden: Hynes hatte zwar die Gitarrenparts für das Album eingespielt, jedoch mussten die Schlagzeugparts von Bradley Merry aufgenommen werden.
Im Herbst 2009 wollte man gemeinsam mit Vital Remains, Beneath the Massacre und The Faceless durch Nordamerika touren, jedoch musste man absagen, da man keine Visa für die Tournee erhalten hat; die Band fand in Nath Applegate einen neuen Bassisten.
Im Januar 2010 erschien schließlich ihr zweites Studioalbum The Reign of Darkness unter Nuclear Blast in den Plattenläden. Bereits im März desselben Jahres spielte die Band als Vorgruppe für Suffocation. Von Juni bis August 2010 waren Annotations of an Autopsy in Deutschland auf Tour, während der sie ein Konzert auf dem Summerblast Festival in Trier spielten. Nach der Deutschland-Tour folgte eine weitere Tournee in den USA.
Im März 2012 tourte die Gruppe gemeinsam mit My Autumn, Frontside und Drown My Day durch Polen.
Am 12. Januar 2013 spielte die Band ihr letztes Konzert in Waterfront, Norwich. Laut ihrer Facebook-Fanseite möchte man sich nun neuen Projekten widmen, hält es jedoch auch für möglich, dass es in ein paar Jahren noch mal zu einem Revival kommen wird.

## Diskografie

### EPs
- 2007: Welcome to Sludge City (S.O.A.R.)
- 2011: Dark Days (S.O.A.R.)
- 2019: World of Sludge (kein etikett)

### Alben
- 2008: Before the Throne of Infection (S.O.A.R./Ferret Music)
- 2010: The Reign of Darkness (Nuclear Blast)